# Channa gachua
Channa gachua es una especie de pez del género Channa, familia Channidae. Fue descrita científicamente por Hamilton en 1822.
Se distribuye por Asia: Afganistán en el oeste hasta Indonesia. La longitud total (TL) es de 32,9 centímetros con un peso máximo de 286,83 gramos. Habita en arroyos de montaña, ríos medianos a grandes y cuerpos de agua estancada y se alimenta de noche de pequeños peces, insectos y crustáceos.
Está clasificada como una especie marina inofensiva para el ser humano.